# Алевролитовый сланец

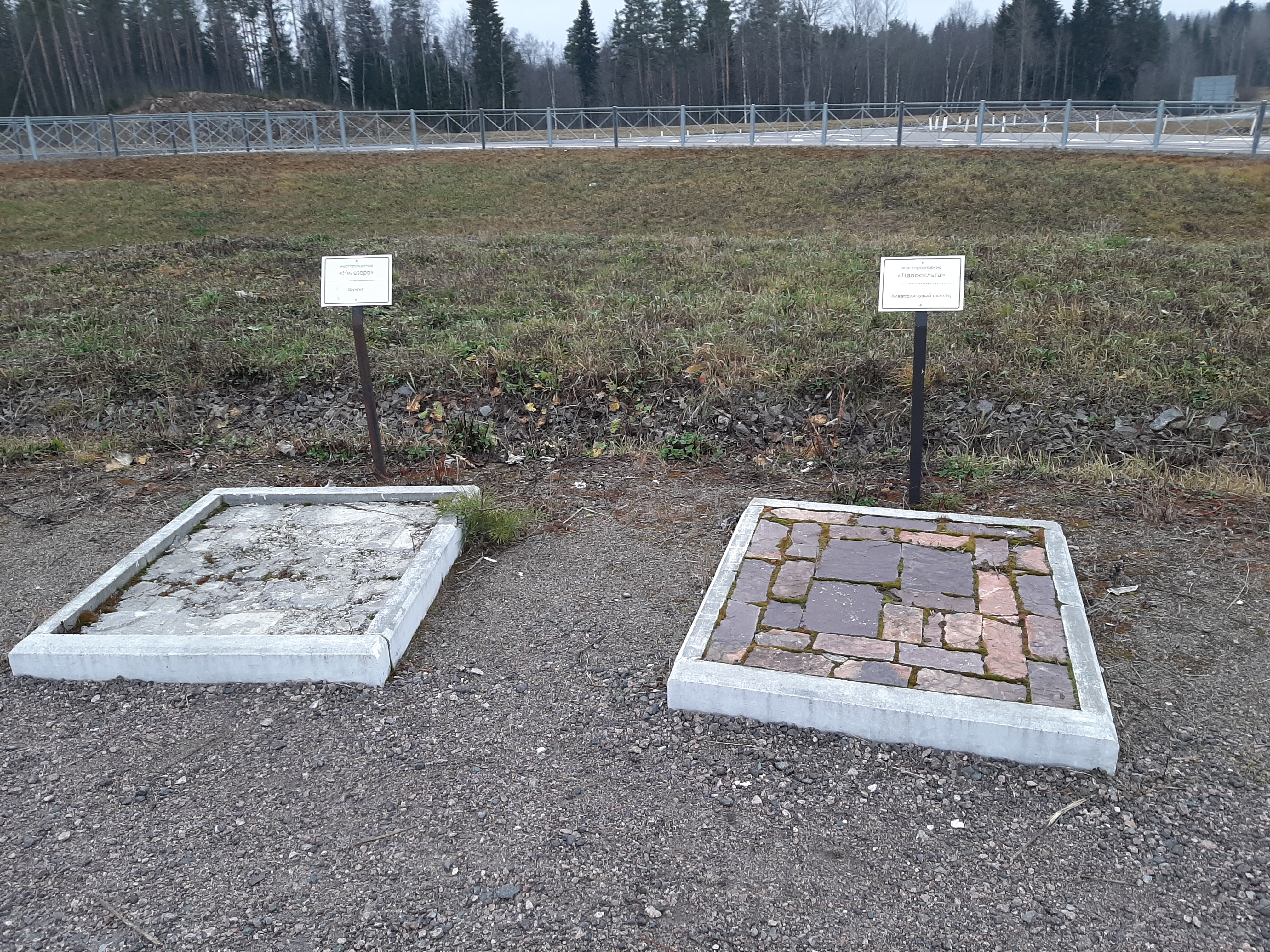
Образцы алевролитового сланца из месторождения «Палосельга» на open-air экспозиции «Камнетёсы Приладожья» у деревни Куркиёки

Алевроли́товые сланцы — плитчатые сланцы периода нижнего протерозоя, состоящие из переслаивания песчаников, аргиллитов и алевролитов, которые образовали контрастный литологический состав в условиях различных режимов осадконакопления. Пёстрая цветовая гамма пород и характер их поверхностей определили декоративные свойства сланца. Цвета: сиреневый, фиолетовый, с прослойками кирпичного.
В России месторождение находится с районе деревни Палосельга (Карелия). Эти же горные породы упоминает путешественница Марина Галкина в книге «Одна на краю света»[значимость факта?], выходы которых расположены в северо-западной части Чукотского АО.
Полезная толща характеризуется чёткой слоистостью (слойчатостью) с масштабом переслаивания слоёв от долей мм до 2-3 см (микро-тонкослоистые). Слои большей мощности до 5-10 см наблюдаются редко и представлены исключительно массивными алевролитами, окрашенными в кирпично-красный и тёмно-сиреневый цвет.
В XIX веке применялись при строительстве Санкт-Петербурга, в частности, во внутренней отделке Исаакиевского собора.

## Физические свойства
Плотность — 2,69-2,74 г/см3; пористость — 3,2-3,6 %; прочность на сжатие в сухом состоянии — 272 МПа; удельная эффективная активность сланцев 261,7 Бк/кг; водопоглощение — 0,2 %;% марка породы по морозостойкости — F-50; истираемость — 0,73 г/см2.

## Происхождение
В целом, толща представлена двумя основными разновидностями кварцито-песчаниками и пелитовыми сланцами. Переходные разности представлены сланцеватыми кварц-слюдистыми алевролитами.
Минеральный состав пелитовых сланцев хлорит-серицитовый (кварц 0.5-3 %), алевролитов — кварц-серицит-хлоритовый (кварц 5-12 %). Содержание хлорита-серицита составляет 90-95 % в аргиллитах и 60-80 %% в алевролитах.
В незначительных количествах присутствуют плагиоклаз, мусковит, биотит, гидроокислы железа, доломит.

## Химический состав
| Окислы | Содержание в % по отдельным пробам | Содержание в % по отдельным пробам | Содержание в % по отдельным пробам | Содержание в % по отдельным пробам | Среднее содержание, % |
| ------ | ---------------------------------- | ---------------------------------- | ---------------------------------- | ---------------------------------- | --------------------- |
| Окислы | С −1                               | С −2                               | С −3 *                             | Расч.1                             | Среднее содержание, % |
| SiO2   | 62,88                              | 63,26                              | 59,51                              | 62,84                              | 62,12                 |
| Al2O 3 | 15,76                              | 15,67                              | 17,47                              | 16,13                              | 16,26                 |
| Fe2O 3 | 4,93                               | 4,85                               | 5,61                               | 4,55                               | 4,99                  |
| FeO    | <0,2                               | <0,2                               | <0,2                               | <0,2                               | <0,2                  |
| CaO    | 0,56                               | 0,56                               | 0,28                               | 0,28                               | 0,42                  |
| MgO    | 2,50                               | 2,53                               | 3,10                               | 2,56                               | 2,67                  |
| Na2O   | 0,40                               | 0,33                               | 0,45                               | 0,37                               | 0,39                  |
| K2O    | 7,50                               | 7,40                               | 7,98                               | 7,52                               | 7,60                  |
| P2O 5  | 0,17                               | 0,17                               | 0,18                               | 0,17                               | 0,17                  |
| Mn O   | 0,05                               | 0,05                               | 0,03                               | 0,05                               | 0,045                 |
| TiO2   | 0,51                               | 0,50                               | 0,60                               | 0,50                               | 0,53                  |
| SO 3   | 0,10                               | 0,13                               | 0,10                               | 0,16                               | 0,12                  |
| H2O    | <0,1                               | <0,1                               | <0,1                               | <0,1                               | <0,1                  |
| П.п.п. | 4,91                               | 4,66                               | 4,45                               | 4,02                               | 4,51                  |
| Сумма  | 100,4                              | 100,26                             | 99,92                              | 99,36                              | 99,99                 |